# Ах, Анди
„Ах, Анди“ (на английски: What's with Andy) е канадски анимационен сериал, чийто дебют е на 26 септември 2001 година. Анимационният сериал има 3 сезона с общо 78 епизода. Анимацията е прекратена на 4 март 2007 година. Анди е хлапак, който обича да се шегува както със своите роднини, така и с всички останали граждани на Източен Гакъл. Често обаче шегите му не завършват с успех и така малкият пакостник получава сурови наказания, повечето от тях са доживотни. Много често най-добрият му приятел – Дани, помага в правенето на шеги. Мечтата на Анди и Дани е да ги нарекат „Най-великите пакостници в цял Източен Гакъл“. Вместо своята титла обаче, те чистят подове или лежат в храстите, опитвайки се да се скрият от разярените граждани, останали напокостени от тях.

## Главни герои
- Анди (Андрю) Ларкин: Кралят на пакостите. Пакостите му са страхотни, но обикновено не завършват с успех – Анди губи панталоните си или е преследван от разярена група хора.

- Дани (Даниел) Пикет: Най-добрия приятел, „Дясната ръка“ на Анди. Помага му с шегите, но понякога и ги обърква.

- Лори (Лорън) Макни: Анди я харесва. Тя също го харесва, но мисли, че се държи детински и ѝ се иска да престане с шегите.

- Джен (Дженифър) Ларкин: По-голямата сестра на Анди. Мрази шегите му. Капитан на отбора на мажоретките. Често тя става обект за шеги на малкия ѝ брат. Харесва Крег Бенет.

- Тери: Най-добрата приятелка на Джен. Част от отбора на мажоретките. Много мрази Анди, защото и тя е един от честите обекти за шегите му. Харесва Шелдън.

- Фрийда Ларкин: Майката на Анди. Мрази пакостите му. Надява се някой ден той да престане с шегите и да се превърне в нормален човек.

- Ал (Алфред) Ларкин: Бащата на Анди. Работи в завода за тоалетна хартия. Понякога харесва пакостите му, защото някога той е бил тайният пакостник на Източен Гакъл.

- Джървис Колтрейн: съперник на Анди. Харесва Лори. Много е нисък.

- Директор ДеРоса: Директорът на училището в Източен Гакъл. Любимото му занимание е да наказва Анди и Дани с доживотни наказания.

- Питър Лик: Един от хората, които тормозят Анди заедно с приятеля си Лийч. По-умният от двамата. Баща му има хардуер магазин. Добър обект за пакости.

- Андрю Лийч: Тормози Анди заедно с Лик, по-глупавият от двамата. Добър обект за шегите на Анди. Пази шапката си Нуби като очите си.

- Крег Бенет: Капитан на отбора по футбол и част от отбора по хокей. Понякога тормози Анди. Джен го харесва.

- Мартин Бонуик: Зубрачът в училището. Добър обект за пакости.

- Виктор (Маш) Мускович: Разносвачът на пица. Често помага на Анди с шегите и ги харесва. Има кола и много боклуци.

- Стийв Роджи Младши: Глупав полицай, син на Стийв Роджи Старши.

- Стийв Роджи Старши: Възрастен полицай, шефа на полицията в Източен Гакъл.

- Г-н Хъдчинс: Учител в Източен Гакъл. Добър обект за пакости на Анди.

- Кмета Хенри К. Рот: Кмета на Източен Гакъл и не е фен на шегите на Анди.

## Второстепенни герои
- Спанк Ларкин: Мързеливото и дебело куче на семейство Ларкин

- Кмета Симс: Кмета на Западен Гакъл.

- Клайд: Училищният чистач. Влюбен е в г-ца Скорн.

- Г-ца Скорн: Библиотекарката. Харесва чистача.

- Браян: Опонента на Анди в пакостите.

- Хазел Стринър: Харесва Анди и е приятелка на Лори.

- Г-жа Уийбълс: секретарката на директор ДеРоса. Често става обект на шегите на Анди.

- Норман Ларкин: Дядото на Анди, който твърди че мъжката част на семейство Ларкин са пакостници.

## В България
В България сериалът започва излъчване на 1 октомври 2007 г. по Jetix. Тогава е излъчен само трети сезон, но през 2009 г. се излъчват и останалите 2 сезона. Дублажа е обикновен/войс оувър и в нито един епизод не се чете името на сериала. Ролите се озвучават от Здрава Каменова, Мими Йорданова, Мариан Бачев и Чавдар Богданов.
През 2010 г. започва излъчване по Super 7 и е излъчен само първи сезон, като дублажът е сменен. Ролите се озвучават от Даниела Сладунова, Александър Воронов, Кристиян Фоков и Цанко Тасев.